# عملیات بیت‌المقدس ۵
عملیات بیت‌المقدس ۵ یکی از عملیات‌های ایران در جریان جنگ ایران و عراق علیه عراق بود. نیروهای ایرانی در این نبرد توانستند بخش‌های مختلفی از جمله ۴۰ کیلومتر از اراضی ایران را که پیشتر به اشغال عراقی‌ها درآمده بود، آزادسازی کنند. این عملیات چهار روز به طول انجامید.

## پیش‌زمینه
در اواخر جنگ ایران و عراق، به ویژه در ماه‌های اول سال ۱۳۶۷ توازن قدرت به نفع نیروهای عراقی در حال تغییر بود اما این موضوع مانع از انجام عملیات‌های محدود توسط نیروهای ایرانی نشد. یکی از این عملیات‌ها «بیت‌المقدس ۵» بود که توسط لشکر ۲۸ پیاده کردستان از سوی نیروی زمینی ارتش جمهوری اسلامی طراحی و همراه یگان‌های تیپ ۲۵ تکاور در ۲۱ فروردین اجرا شد.

## اهداف
اهداف این عملیات که در منطقه عمومی مریوان انجام شد، عبارت بود از تصرف ارتفاعات کله قندی، سنگ معدن و شاخ کن شوکت.

## شرح عملیات
لشکر۲۸ پیاده سنندج با کمک تیپ ۲۵ تکاور و تیپ ۵۵ هوابرد از یگان‌های نیروی زمینی ارتش، در اولین ساعات ۲۱ فروردین سال ۱۳۶۷ عملیات بیت‌المقدس ۵ را با رمز «یا اباعبدالله الحسین (ع)» در ارتفاعات منطقه عمومی پنجوین آغاز کردند. عمده اهداف در روز اول عملیات توسط نیروهای ایرانی تصرف شد اما بخشی از اهداف در جناح راست عملیات در دست عراقی‌ها باقی ماند و عراق در ضد حمله‌های خود از گلوله شیمیایی استفاده کرد. در دومین روز از عملیات بیت‌المقدس۵، بر اثر فشارهای ارتش عراق به ارتشی‌های ایرانی در ارتفاعات مرزی در مقابل پنجوین عراق، نیروهای مستقر روی ارتفاع سنگ معدن تا روی سه تپه بزرگ انتهای ارتفاع سنگ‌معدن عقب آمدند و در طول روز مواضع خود را حفظ کردند. در ۲۳ فروردین و سومین روز عملیات در منطقه مرزی پنجوین، بر اثر فشار عراقی‌ها، ارتشی‌های ایرانی از مواضع خود در ارتفاع کله‌قندی عقب‌نشینی کردند. این عملیات چهار روز به طول انجامید.

## نتایج
بر اساس گزارش فرمانده عملیات در جبهه ایران، در این حمله، تلفات بسیاری به عراقی‌ها وارد شد. در این عملیات، خطوط مقدم عراق توسط نیروی زمینی ارتش جمهوری اسلامی ایران درهم کوبیده شد و تجهیزات زرهی آنان مورد هدف قرار گرفت. ارتشی‌ها توانستند در شروع عملیات با نفوذ به عمق مواضع عراق، آن‌ها را دچار سردرگمی نمایند، سه هزار و ۵۰۰ نفر از نیروهای عراقی در این عملیات کشته و زخمی شدند و ۳۱۰ نفر از نیروهای بعثی هم به اسارت ایرانی‌ها درآمدند. همچنین تعدادی جنگ‌افزار انفرادی به همراه مقادیری از وسایل مخابراتی به غنیمت نیروهای ایرانی درآمد. به دنبال این عملیات کلیه ارتفاعات غربی پنجوین از نیروهای عراقی پاکسازی شد و حدود ۴۰ کیلومترمربع از منطقه عملیاتی پنجوین آزاد شد. این عملیات مقدمه‌ای برای آزادی خرمشهر را فراهم می‌کرد. در این حمله ارتفاعات حساس و مهم ۱۶۷۰ و ۱۳۸۰ معروف به شاخ شوکت در شمال غربی پنجوین مشرف بر شهر نظامی بوبان آزاد شد. از دیگر نتایج این عملیات که به عراقی‌ها تحمیل شد عبارت بود از انهدام:
- ۴۵ دستگاه تانک و نفربر.
- یگان‌های منهدم شده دشمن:
- ۴۰ تا ۸۰ درصد از تیپ‌های ۹۶ و ۴۲۴ از لشکر ۲۷.
- گردان‌های ۱ و ۲ و ۳ از تیپ ۸۶ لشکر ۲۷.
- گردان‌های ۱ و ۳ از تیپ ۳۶ پیاده لشکر ۲ گردان الحارثه از لشکر ۸.
- گردان صلاح‌الدین نقشبندی.
- گردانهای ۸ و ۱۸ توپخانه از لشکر ۲۷